# Easy listening
Easy listening é o nome inglês para um formato de rádio e estilo de música orquestral que surgiu na década de 1950 e que teve como precursores Ray Conniff, Burt Bacharach, Paul Mauriat, Percy Faith, Henry Mancini, Mantovani, Franck Pourcel, Bradley Joseph, entre  outros. Frequentemente confunde-se com lounge music, sendo geralmente  considerada pelos críticos como mera simplificação ou diluição de outros estilos, de maneira a se tornar "facilmente audível" (easy listening).
Suas raízes estão nas Big Bands dos anos 1930 e 1940, de onde se originou a maioria de seus intérpretes, instrumentistas e arranjadores.
Fez sucesso junto ao grande público, na década de 1960, vendendo milhões de discos, e suas apresentações públicas chegavam a lotar as casas de espetáculos, além de influenciar o desenvolvimento de outros estilos musicais.
A partir da década de 1970, várias orquestras e solistas, antes obscuros, como o flautista romeno Gheorghe Zamfir e o pianista francês Richard Clayderman, alcançaram grande sucesso, dentro do estilo, assim como  Kenny G, nos anos 1980.